# 青野村 (愛知県)
青野村（あおのむら）は、愛知県碧海郡にあった村。別称：上青野村（かみあおのむら）。現在の岡崎市の一部にあたる。

## 地理
矢作川の左岸、西三河平野の北部に位置していた。

## 歴史
- 1889年（明治22年）10月1日、町村制の施行により、碧海郡合歓木村、福桶村、高橋村、在家村、上青野村、下青野村が合併し、阿乎美村が発足[3]。
- 1891年（明治24年）11月10日、阿乎美村が二分割され、大字上青野・下青野・在家が村制施行し青野村が発足[1][2]。上青野、下青野、在家の3大字を編成[2]。
- 1906年（明治39年）5月1日、碧海郡占部村、糟海村、中井村、中島村、合歓木村と合併し、六ツ美村を新設して廃止された[1][2]。

### 地名の由来
次の諸説あり。
1. 原野に緑草が繁茂していたため。
2. かつて海水が深く湾入して蒼海であったため。

## 産業
- 農業